# Чудиновка
Чудиновка — упразднённое село в Свободненском районе Амурской области России. На момент упразднения входило в состав Дмитриевского сельсовета. Исключено из учётных данных в 1986 году.

## География
Село располагалось на левом берегу реки Юхта (приток Большой Пёры выше впадения в неё ручья Веселый, на расстоянии примерно 7 километров (по прямой) к западу от села Нижние Бузули.

## История
Село возникло в 1911 году. По данным на 1916 год деревня Чудиновка состояла из 25 дворов (население составляло 129 человек) и входила в состав Ольгинской волости 3-го стана Амурского уезда Амурской области.
6 февраля 1919 года в окрестностях села Чудиновка произошёл, так называемый, Чудиновский бой, вооружённое столкновение между подразделениями японскими интервентами и амурским партизанским отрядом «Красный Орёл». Чудиновский бой стал переломным в истории дальневосточной военной интервенции 1918—1925 годов против РСФСР государств Антанты. Это была первая крупная победа повстанцев над войсками интервентов не только в Амурской области, но и во всём Дальневосточном крае. В 1968 году на месте Чудиновского боя был установлен памятник. Ежегодно обучающиеся школ города Свободного принимают участие в торжественных мероприятиях, посвящённых этому историческому событию у памятника погибшим партизанам. Также этой дате посвящена районная военно-спортивная игра «Чудиновский бой».
По данным 1926 года в Юхте имелось 63 хозяйств (55 крестьянского типа и 8 прочих) и проживало 312 человек (166 мужчин и 146 женщин), основное население — украинцы (37 % хозяйств). В административном отношении являлась центром Юхтинского сельсовета Свободненского района Амурского округа Дальневосточного края.
В 1966 году село Юхта-Чудиновка передано из Черновского в Дмитриевский сельсовет, по месту нахождения центральной усадьбы колхоза «Красный партизан», отделением которого являлось село.
Решением Амурского исполкома от 7 июля 1986 года № 310, село Чудиновка исключено из учётных данных.